# Héctor Efraín Trujillo Aldana
Héctor Efraín Trujillo Aldana (San Francisco, El Petén, Guatemala, 9 de novembre de 1953), més conegut com a Héctor Trujillo, és un advocat, notari, jutge i dirigent esportiu guatemalenc. Entre molts altres càrrecs, va ser magistrat suplent de la Corte de Constitucionalidad (1999 – 2001) i secretari general de la Federació Nacional de Futbol de Guatemala (Fenafutg) de 2009 a 2015.
A finals de 2015 va ser acusat de corrupció pel Departament de Justícia dels Estats Units en el conegut com a Cas Fifagate. Va ser detingut a Florida i deixat en llibertat sota fiança de quatre milions de dòlars, dels quals 650.000 en efectiu, i arrest domiciliari a l'àrea de Nova Jersey. L'octubre de 2017 va ser condemnat a vuit mesos de presó i 415.000 dòlars d'indemnització a favor de la Fenafutg.
El maig de 2018 va ser inhabilitat a perpetuïtat per la FIFA i sancionat amb una multa de 200.000 francs suïssos.

## Trajectòria
Héctor Trujillo va estudiar al Instituto Normal Mixto Rafael Aqueche i va exercir de mestre d'educació primària de 1967 a 1972.
El 1983 va obtenir els títols d'advocat i notari a la Facultad de Ciencias Jurídicas y Sociales de la Universidad San Carlos de Guatemala.
De 1986 a 1990 va ser diputat suplent al congrés de la República de Guatemala.
De 1999 a 2001 va ser magistrat suplent de la Corte de Constitucionalidad.
De 2009 a 2015 va ser el secretari general de la Federació Nacional de Futbol de Guatemala.

## Fifagate
El 3 de desembre de 2015, Héctor Trujillo va ser un dels setze imputats addicionals per la justícia nord-americana en la segona gran relació d'implicats en el denominat Cas Fifagate. Se l'acusava d'associació il·lícita i frau electrònic.
El 4 de desembre de 2015, va ser detingut per l'FBI a bord d'un creuer a Port Canaveral (Florida) quan es dirigia de vacances amb la família al Walt Disney World Resort.
El 8 de gener de 2016, es va declarar no culpable i va ser deixat en llibertat, a l'espera de judici, sota fiança de quatre milions de dòlars, dels quals 650.000 en efectiu, i arrest domiciliari a l'àrea de Nova Jersey
El 2 de juny de 2017, Trujillo es va declarar culpable de conspiració per a delinquir i frau electrònic. També va acceptar la restitució de 175.000 dòlars. Segons la fiscalia de Brooklyn (Nova York), Trujillo hauria acceptat centenars de milers de dòlars en suborns a canvi d'exercir la seva influència com a secretari general de la Fenafutg per adjudicar contractes a Media World, una empresa de màrqueting esportiu radicada a l'estat de Florida, pels drets dels partits classificatoris de la selecció de futbol de Guatemala per a les edicions dels Mundials de 2018 i 2022.
El 8 de maig de 2018, el Comitè d'Ètica de la FIFA el va inhabilitar a perpetuïtat per a exercir qualsevol activitat relacionada amb el món del futbol per considerar-lo culpable d'haver infringit l'article 21 (suborn i corrupció) del codi ètic de la Fifa. També se li va imposar una multa de 200.000 francs suïssos.
El 25 d'octubre de 2017, Trujillo va ser condemnat a 8 mesos de presó i a pagar una indemnització de 415.000 dòlars a la Federació Nacional de Futbol de Guatemala. La jutgessa Pamela K. Chen va declarar, en anunciar la sentència, que aquesta hagués pogut ser més greu, però que havia tingut en compte, entre altres consideracions, la seva avançada edat. Trujillo s'havia compromès, en declarar-se culpable, que no apel·laria qualsevol sentència inferior a quatre anys.
Héctor Trujillo va ser el primer sentenciat d'entre els més de quaranta encausats en el gran escàndol de corrupció conegut com a Cas Fifagate.